# Língua xirianá
Shiriana (Xiriâna, Chiriana) ou Bahuana era uma língua aruaque do Alto-Amazonas, Brasil. Tratava-se de uma língua isolada e hoje já extinta falada pelos Shirianas. Tinha uma sintaxe ativa estativa e se parecia com a língua cavishana.

## Comparação
Comparação lexical entre o bahuana, o manao, e o cariaí (Ramirez 2019: 565; 2020: 41):
| Português        | Bahuana    | Manao       | Cariaí      |
| ---------------- | ---------- | ----------- | ----------- |
| preguiça         | hawɨ       | awü         |             |
| tatu-galinha     | ewetɨ      | iweti       | ithetö      |
| paca             | ɻaʔa       | ɻaa         |             |
| cutia            | wajarʊɨ    | wajua       |             |
| esquilo          | merɨ-rɨ    | meeri       |             |
| rato             | kirɨ       | körü        |             |
| veado            |            | majuli      | matʃun      |
| onça             | hakʊɻana   | akurana     |             |
| pomba            |            | uluju       | oloju       |
| mutum            | awatʊkɨ-rɨ | awatuköri   | awatuköri   |
| piraíba          |            | uwaitʃawana | uwaitʃawana |
| cará (tubérculo) | iteɻʊ      | ödüru       | ödötʃu      |
| mandioca         | kanɨrɨ     | kaniri      | kanitü      |
| tabaco           |            | aili        | aili        |
| flecha           | paɻata     | palatakö    |             |
| canoa            | hitʃa      | iitʃa       | iitʃa       |
| machado          | -tʃibaɨ    | eethi       | eebi        |
| rede de dormir   | kɨɻa       | khira       |             |

## Gramática

### Sufixos
Os sufixos bahuana são (Ramirez 2019: 557; 2020: 29-30):
Sufixos nominais
| Bahuana                        | Glosa                              |
| ------------------------------ | ---------------------------------- |
| -nawɨ [animais], -be [humanos] | plural                             |
| -bi                            | citativo                           |
| -ɸɨna                          | alativo (“para”)                   |
| -re                            | detrimental (“ex-”, “velho”, “já”) |
| -ja                            | locativo (“em”, “sobre”)           |
| -hena                          | ablativo (“de”)                    |

Sufixos verbais
| Bahuana           | Glosa                                                                |
| ----------------- | -------------------------------------------------------------------- |
| -a, -ta, -na, ... | sufixos temáticos (esses sufixos caem em presença do sufixo relativo |
| -ca /-ita/        | causativo                                                            |
| -ɲa               | futuro (“tencionar”)                                                 |
| -mi-ɲa            | desiderativo (“querer”)                                              |
| -ma(ha)           | enfático                                                             |
| -da               | resultativo                                                          |
| -tawarɨ           | a fim de, para que                                                   |
| -wa               | voz média, recíproco                                                 |
| -ɨ                | progressivo                                                          |
| -hi               | conjectural (“talvez”, “pode ser que”)                               |
| -na               | direcional (“(fazer algo) para / a partir de”)                       |
| -tsɨ              | hipotético (“se”, “talvez”)                                          |
| -ja               | quando                                                               |

Relacionadores
| Bahuana   | Glosa                                                           |
| --------- | --------------------------------------------------------------- |
| -ʔʊɻa     | relacional, beneficiário, instrumental (“para”, “em relação a”) |
| -hɨma     | com (comitativo)                                                |
| -kʊtʊ     | em cima de                                                      |
| -ɸaʊ      | interior (“dentro de”)                                          |
| -daɸi     | em frente de                                                    |
| -waɲi     | ao longo de                                                     |
| -awacʊanɨ | entre, no meio de                                               |
| -ciwa     | de (separativo)                                                 |
| -ɸaɸi     | embaixo de                                                      |
| -tibiʊrɨ  | exterior (“fora de”)                                            |
| -cinidaɨ  | atrás de                                                        |
| -waratɨ   | periferia (“em volta de”)                                       |
| -daɸitsa  | na beira de                                                     |

Adjetivizadores e nominalizadores
| Bahuana | Glosa                              |
| ------- | ---------------------------------- |
| ka-     | positivo                           |
| -rɨ     | nominalizador: ação verbal, estado |
| ma-     | negativo                           |
| -re     | relativo                           |

Classificadores
| Bahuana | Glosa                                                                             |
| ------- | --------------------------------------------------------------------------------- |
| -ɨda    | arredondado (semente, fruta, pedra, estrela, piolho, panela, luz, etc.)           |
| -da     | superfície grande côncava (ave, caixa, cuia, tartaruga, cuia, beiju, rosto, etc.) |
| -tsʊɸa  | pontiagudo (espinho, agulha, bico, etc.)                                          |
| -batɨa  | dente, ferramenta (faca, machado, remo, pente, etc.)                              |
| -tsa    | filiforme (minhoca, corda, etc.)                                                  |
| -kʊda   | mamíferos grandes                                                                 |
| -tʊra   | ser vivo macho                                                                    |
| -tɨa    | edifício                                                                          |
| -wa     | rede de dormir                                                                    |
| -mada   | roupa                                                                             |
| -ca     | savana                                                                            |
| -ba     | peixe, montanha                                                                   |
| -nʊba   | porta                                                                             |
| -ta     | embarcação                                                                        |
| -mɨna   | árvore                                                                            |
| -kanʊa  | alongado (flecha, osso, dedo, etc.)                                               |
| -daɸia  | órgão em par (mão, pé, etc.)                                                      |
| -rʊwa   | ser vivo fêmeo                                                                    |
| -na     | garrafa, abacaxi                                                                  |
| -ha     | dia, noite                                                                        |
| -bara   | caminho                                                                           |
| -bia    | comida, banana                                                                    |
| -ɸʊa    | horta, roça                                                                       |
| -bʊa    | macaco                                                                            |
| -katɨa  | folha                                                                             |
| -biʊna  | praia                                                                             |